# Boca del Monte, Comapa
Boca del Monte är en ort i Mexiko.   Den ligger i kommunen Comapa och delstaten Veracruz, i den sydöstra delen av landet, 240 km öster om huvudstaden Mexico City. Boca del Monte ligger 882 meter över havet och antalet invånare är 4 434.
Terrängen runt Boca del Monte är huvudsakligen kuperad, men den allra närmaste omgivningen är platt. Terrängen runt Boca del Monte sluttar brant österut. Runt Boca del Monte är det ganska tätbefolkat, med 116 invånare per kvadratkilometer. Närmaste större samhälle är Huatusco de Chicuellar, 14,2 km väster om Boca del Monte. I omgivningarna runt Boca del Monte växer huvudsakligen savannskog.